# Ritratto di Felice Schiavoni
Ritratto di Felice Schiavoni è un'opera pittorica di Natale Schiavoni. Si trova esposta presso la Galleria internazionale d'arte moderna a Venezia.
L'effigiato è uno dei figli di Natale Schiavoni, Felice. Il giovane seguì le orme paterne.